# Фра Діаволо
Фра-Дияволо (справжнє ім'я Мікеле Пецца; Fra Diavolo, Michele Pezza; 7 квітня 1771, Ітрі — 11 листопада 1806, Неаполь) — італійський розбійник і учасник визвольного руху на півдні Італії, спрямованого проти французької окупації в кінці XVIII — початку XIX століть.
В 1798—1799 роках активно виступав проти уряду профранцузької Партенопійської республіки і за відновлення монархії в Неаполі. Фра-Дияволо отримав чин полковника старої неаполітанської армії і деякий час носив військову форму. У 1800—1806 роках М.Пецца виконує обов'язки генерал-коменданта свого рідного департаменту Ітрі.